# Sancochado
El sancochado (del quechua sankhuchay, 'espesar') es un plato típico de la gastronomía del Perú, particularmente de la limeña. Es una de las sopas más populares del Perú.

## Descripción
Consiste en una sopa a base de carne, tubérculos (papas, camotes, yucas) y verduras de composición relativamente variable (apio, poro, choclos, nabo, zanahoria, col). Se suele agregar legumbres, como los garbanzos. Se acompaña con diversas salsas picantes y salsa criolla.

## Historia
El sancochado es producto de la fusión del timpu de la época prehispánica y de la olla podrida hispana o el cocido madrileño.
Existen menciones literarias de esta sopa desde el siglo XIX. El sancochado es mencionado por Ricardo Palma dentro de sus Tradiciones Peruanas, en el Refranero limeño, donde dice que esta sopa es el santo que más devotos tiene en Lima.
Se ha hecho tradicional en la ciudad de Lima su consumo los días miércoles o jueves.